# 金久慈

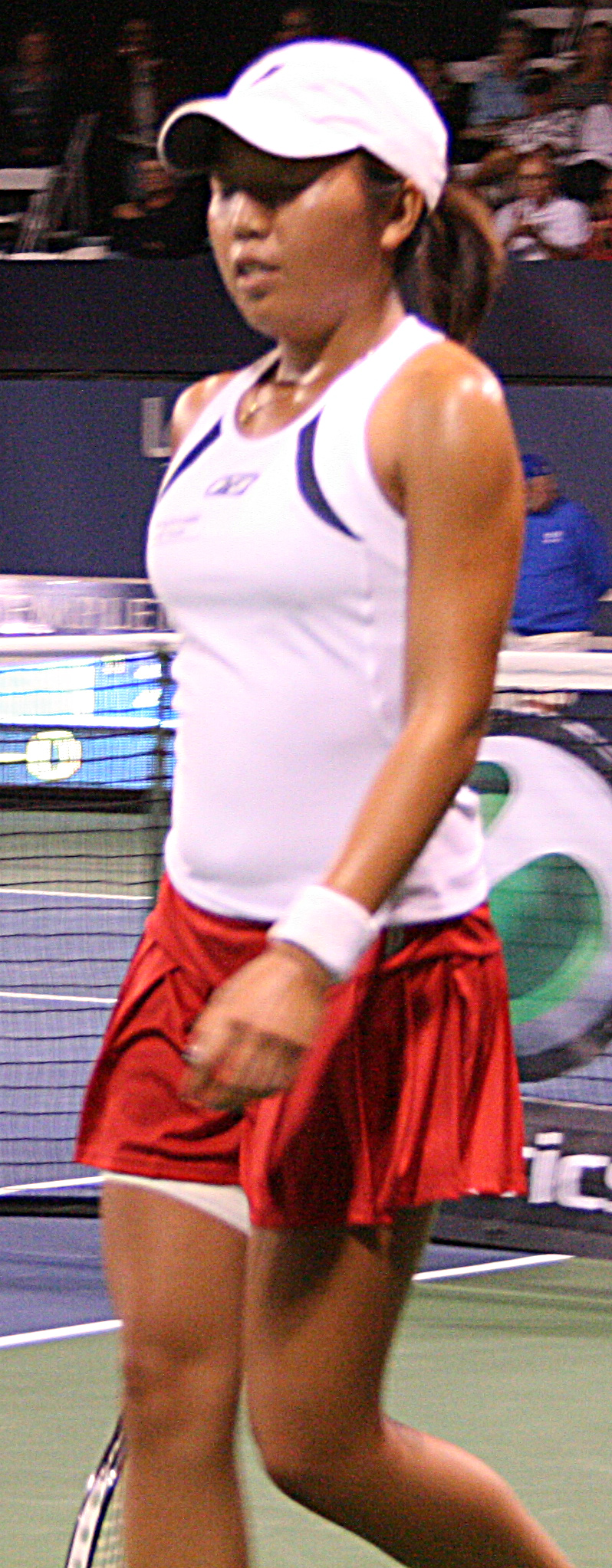
金久慈

金久慈（英語：Vania King，1989年2月3日—），臺裔美籍女子網球運動員，出生於加利福尼亞州蒙特利公園市。她父母1982年從台灣移民美國。
2006年11月6日，金久慈的單打世界排名第50名，創本人最高排名紀錄。
2009年法国网球公开赛与巴西的馬塞洛·梅洛搭档进入混合双打决赛。
2009年溫布頓網球錦標賽与德国的安娜·蓮娜·歌恩菲特搭档进入女子双打八强，但女子单打第二轮负于意大利的弗拉维娅·佩内塔。
2010年溫布頓網球錦標賽與2010年美国网球公开赛，她與從俄羅斯轉入哈薩克的女將雅羅斯拉娃·施韋多娃合作，連續奪得二項大滿貫女雙冠軍。

## 大滿貫

### 女雙冠軍（2）
| 年份 | 比賽   | 場地 | 搭檔              | 決賽對手                                 | 勝方比分       |
| ---- | ------ | ---- | ----------------- | ---------------------------------------- | -------------- |
| 2010 | 溫布頓 | 草地 | 施韋多娃 (哈薩克) | 韋斯寧娜 (俄羅斯) 和 兹沃纳列娃 (俄羅斯) | 7-68, 6-2      |
| 2010 | 美網   | 硬地 | 施韋多娃 (哈薩克) | 许贝尔 (美國) 和 彼得罗娃 (俄羅斯)       | 2-6, 6-4, 7-64 |

## 外部連結
- 金久慈的国际女子网球协会官方資料（英文）
- 金久慈的國際網球總會 職業／青少年 官方資料（英文）
- Fed Cup - Player profile - Vania KING (USA) （页面存档备份，存于）